# Официальная версия
«Официальная версия» (исп. La historia oficial) — фильм режиссёра Луиса Пуэнсо. Историческая драма о событиях «грязной войны» — волны репрессий военно-политических режимов Аргентины конца 1970 — начала 1980-х годов. Картина получила 9 премий «Серебряный кондор» и ещё несколько высоких кинематографических наград, а также стала первым фильмом в истории аргентинского кинематографа, который получил Оскар в номинации Лучший иностранный фильм и вторым фильмом, получившим в той же номинации Золотой глобус.
Фильм начали снимать ещё в 1983 году — в год, когда военная диктатура в Аргентине подошла к концу. Однако режиссёр Луис Пуэнсо и актёры начали получать анонимные угрозы, из-за чего было объявлено, что съёмки прекращены, но на самом деле они тайно продолжились. Луис Пуэнсо планировал выпустить фильм ещё в 1984 году, но кассовые провалы вышедших в тот год других политических фильмов вынудили его отложить премьеру на год. Премьера состоялась 3 апреля 1985 года. 24 марта 2016 года в Аргентине в кинопрокат была выпущена отреставрированная версия фильма.

## Сюжет
Действие происходит в начале 1980-х годов в Аргентине после падения хунты. В семье преподавателя частного колледжа Алисии (Алеандро) и её мужа Роберто (Альтерио), состоятельного бизнесмена, растёт удочерённая девочка Габи (Кастро). Алисия часто задаётся вопросом о судьбе настоящих родителей ребёнка, но до определённого времени попытки разобраться в этом натыкаются на стену непонимания её мужа. Как и многие консервативные представители среднего класса и истеблишмента, Алисия не знает о реальных масштабах «грязной войны» — политических гонений, арестов и убийств противников действующего режима. Вернувшаяся из изгнания подруга Алисии Анна (Вилафейн), которая в своё время была в числе арестованных (её арестовали потому, что её бывший муж, с которым она давно не общалась, был профсоюзным рабочим, и у неё пытались выпытать его местоположение, но Анна уверена, что на момент её ареста он уже был мёртв) и чудом выжила, многое для неё проясняет — оказывается среди арестованных женщин нередко попадались беременные уже на последних сроках и если они рожали живых детей, то тех забирали и отдавали на нелегальное усыновление в богатые семьи. В ходе поисков родителей девочки Алисия находит-таки её биологическую бабушку по материнской линии и делает для себя страшные открытия: отец и мать Габи казнены, а её муж Роберто имеет не только непосредственное отношение к проводившимся репрессиям, но и замешан в коррупционных сделках правительства с иностранными бизнесменами.

## В ролях
- Норма Алеандро — Алисия
- Эктор Альтерио — Роберто
- Чунчуна Вилафейн — Анна
- Аналия Кастро — Габи

Почти все актёры, сыгравшие главные роли в фильме, покинули Аргентину после прихода к власти военной хунты, и вернулись только после её падения. Норма Алеандро провела этот период в Уругвае и Испании, Эктор Альтерио — в Испании, Чунчуна Вилафейн — в Испании и Франции.

## Награды
- Оскар — Лучший иностранный фильм.
- Премия «Золотой глобус» за лучший фильм на иностранном языке.
- 9 премий «Серебряный кондор», в том числе: Лучший фильм, Лучший режиссёр, Лучшая актриса, Лучший оригинальный сценарий, Лучший оператор, Лучший монтаж, Лучший дебют актрисы, Лучший актёр второго плана, Лучшая актриса второго плана.
- Берлинале-1986 — премия форума Новое кино.
- Кинофестиваль в Каннах — Лучшая актриса (Норма Алеандро) и Приз экуменического жюри (Луис Пуэнсо).
- Давид ди Донателло — Лучшая иностранная актриса (Норма Алеандро)

## Критика
- Эмануэль Леви, кинокритик Variety, профессор искусств Колумбийского университета: «Редкий фильм, который делает мощное политическое заявление, рассказывая при этом трогательную личную историю. В своём дебюте Пуэнсо демонстрирует приверженность правам человека, не навязывая какую-либо политическую доктрину»[2].
- Фредерик и Мэри-Энн Брюсса, кинообозреватели, участники New York Film Critics Online: «Мучительная и болезненная драма, выявляющая ужас и непристойность политики, которая уничтожает семью во имя идеологии»[3].

## Культурное влияние
Эту работу режиссёра критики называют отправной точкой, от которой происходит понимание процессов, происходивших в Аргентине. Фильм стал «основой любого курса по изучению латиноамериканской культуры в Европе и США, сохраняя свою актуальность сейчас, как и двадцать лет назад».